# Viaduc de Vallone Teccio
Le viaduc de Vallone Teccio (italien : viadotto Vallone Teccio) est un pont à poutres autoroutier de l'A6 situé à proximité de Savone, dans la province de Savone, en Ligurie (Italie).

## Histoire
Achevé en 1976 à la suite du doublement de l'autoroute, il est l'un des 30 plus longs ponts d'Italie avec 2 674 mètres de long. Le viaduc comportant un sens de circulation de deux voies chacun fait partie du nouveau segment nord de l'autoroute A6 / E717 qui relie Turin à Savone. L'ancien segment en direction sud a été achevé à l'origine en 1960.
Malgré sa longueur conséquente, la section très méridionale du viaduc de Vallone Teccio est la plus spéciale avec des piles de plus de 70 mètres de haut au-dessus de la route locale Via Ronco.